# Municipio de Rockfish (condado de Cumberland)
El municipio de Rockfish (en inglés: Rockfish Township) es un municipio ubicado en el  condado de Cumberland en el estado estadounidense de Carolina del Norte. En el año 2000 tenía una población de 44.816 habitantes.

## Geografía
El municipio de Rockfish se encuentra ubicado en las coordenadas 34°58′3.83″N 78°57′4.69″O / 34.9677306, -78.9513028.